# バナジルイオン

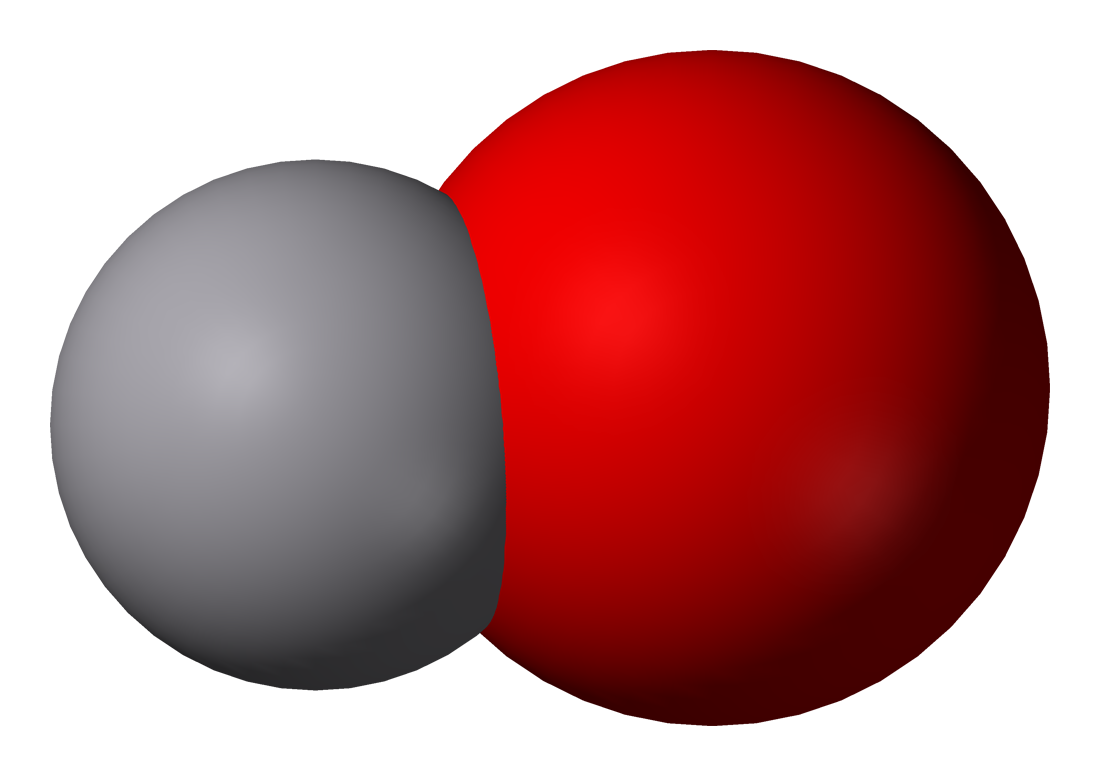
バナジルイオン VO^{2+}

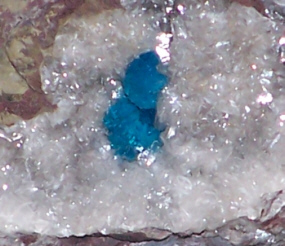
カバンシ石はバナジルイオンを含み、特徴的な青色を呈する。

バナジルイオン または オキソバナジウム(IV)イオン は分子式 [VO]2+ で表されるバナジウムのオキシカチオンで、価数は +1、バナジウムの酸化数は +4である。特徴的な青色を呈する。二原子分子イオンとしては最も安定で、さまざまな錯体を形成する。

## バナジルイオンを含む化合物
- バナジルアセチルアセトナート： VO(acac)2
- 硫酸バナジル（英語版） 五水和物： VOSO4·5H2O

## 関連物質
- ペルバナジルイオン[1][2]： [VO2]+ ・・・ジオキソバナジウム(V)イオンとも呼ばれる
- 硝酸バナジル（英語版）[3]： VO(NO3)3
- メタバナジン酸イオン： [VO3]nn−
- オルトバナジン酸イオン（英語版）： [VO4]3−
- チオバナジルイオン： [VS]2+